# José Alcalá
José Alcalá (* 1918; † 2004), auch bekannt unter dem Spitznamen „Tepa“, war ein mexikanischer Fußballspieler auf der Position eines Torwarts.
Alcalá war in der Eröffnungssaison 1943/44 der neu eingeführten mexikanischen Profiliga zweiter Torhüter des Club Deportivo Guadalajara hinter dem Stammtorwart Esteban Pérez. Von den 18 Punktspielen seines Vereins absolvierte Pérez 16 Begegnungen, während Alcalá zwei Spiele bestritt.